# Semla

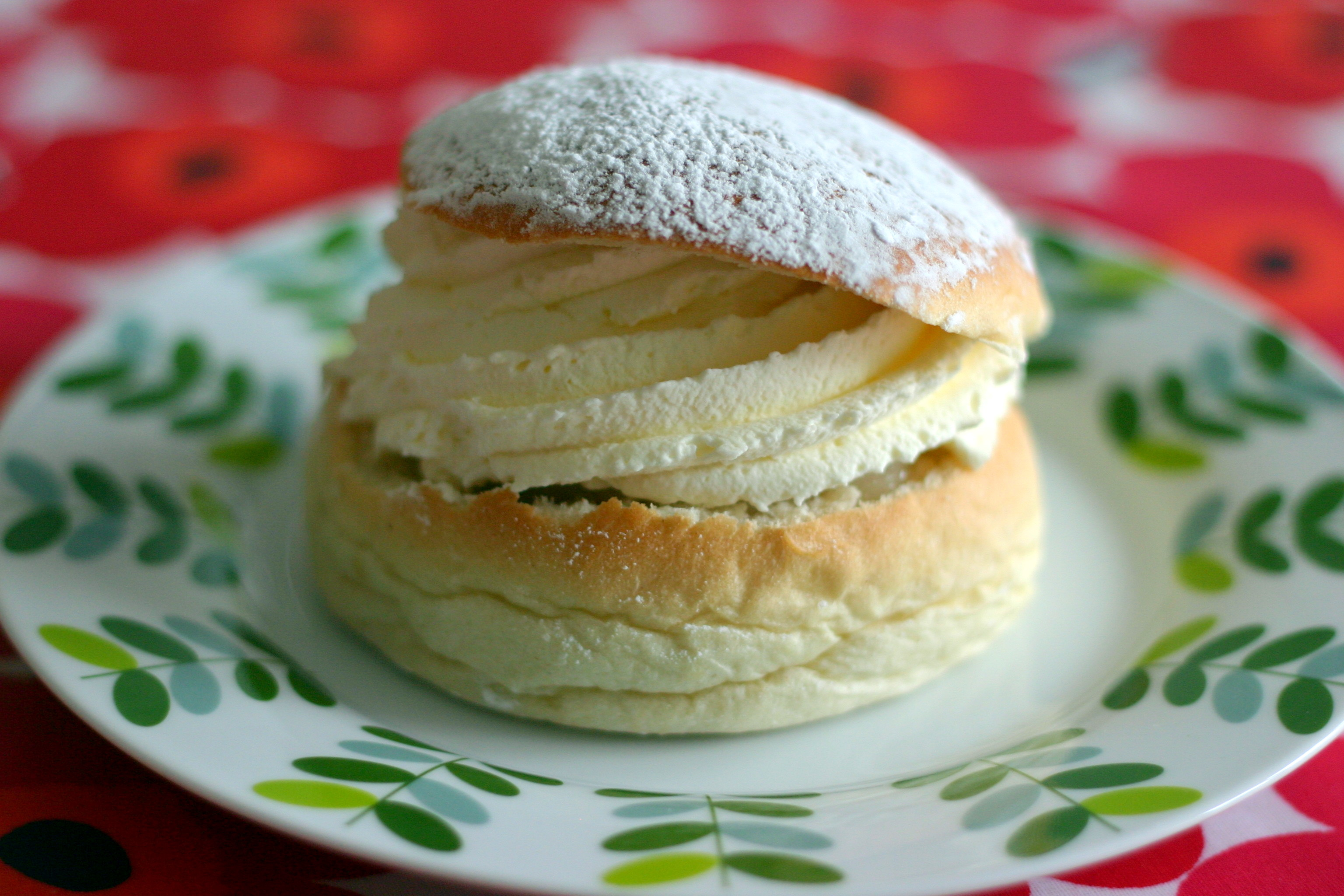
Un semla típico.

El semla (pl. semlor) es uno de los pasteles tradicionales de la gastronomía de Suecia, Finlandia, Dinamarca, Noruega y Estonia, asociado generalmente con la Cuaresma y especialmente con el primer día de ella, el martes de Carnaval. En Dinamarca y Noruega se le conoce bajo el nombre de fastelavnsbolle y en Finlandia como laskiaispulla.

## Etimología
El nombre de este pastel deriva del latín semilia, que se empleaba para denominar a la calidad de la harina. En la parte más meridional de Suecia, Escania así como en la población suecoparlante de Finlandia Occidental, se le llama fastlagsbulle (fastlagen es el equivalente de Carnaval), y en el resto de Finlandia como laskiaispulla. Otro nombre es fettisdagsbulle (pastel del martes graso).

## Características y consumo
La versión más antigua de semla probablemente se elaboraba con pan (posiblemente añejo) hervido en leche. Posteriormente se horneó un bollo dulce de harina, que se servía en un plato hondo con leche caliente, ocasionalmente espolvoreado con canela. A principios del siglo XX comenzó a ser fabricado en pastelerías, y con el tiempo fue tomando carácter de pastelillo relleno con crema. En la actualidad se fabrica de harina condimentada con cardamomo, relleno con crema y pasta de almendras, espolvoreado con azúcar glas. Se suele hacer un pequeño corte en la parte superior para agregarle azúcar a voluntad. En Finlandia este pastel se rellena a veces con mermelada en lugar de pasta de almendras. Se puede comer solo o acompañado con café o bebidas similares, aunque es muy tradicional servirlo acompañado de un tazón con leche caliente.

## Costumbres
El semla se sirvió originalmente sólo durante el primer martes anterior al Carnaval, adquiriendo el tono de alimento festivo de este período del año anterior a la Cuaresma. Sin embargo, con el advenimiento del protestantismo, los suecos fueron desviando la costumbre inicial, aunque se seguía acompañándolo con su tazón de leche caliente, convirtiéndolo en un postre tradicional.

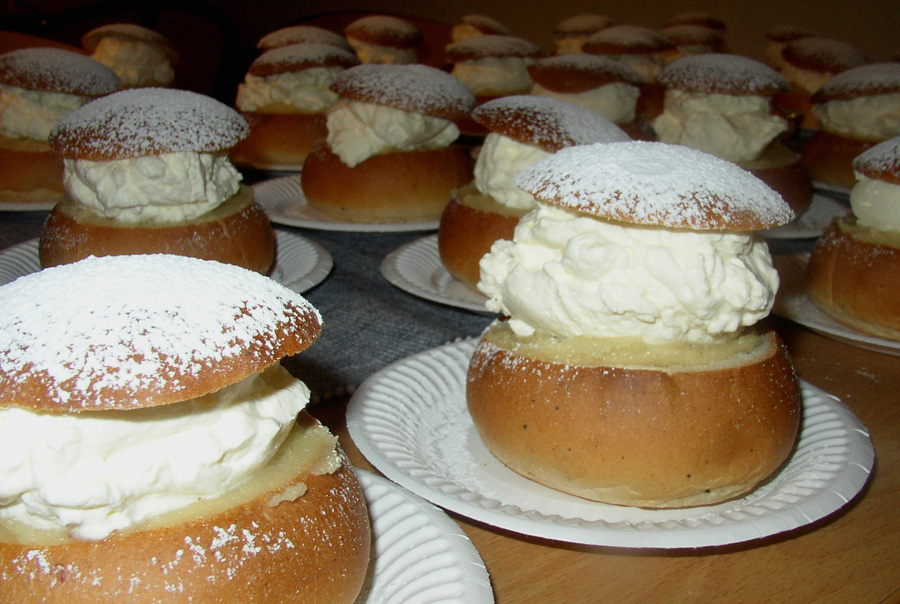
Semlas.

Hoy el semla está disponible en las tiendas y las panaderías, durante el período que va desde la Navidad hasta la Pascua.

## Miscelánea
Se estima que cada sueco consume cinco semlas adquiridos en pastelerías por año, los que se suman a los elaborados en casa.
Se dice que el rey Adolfo Federico de Suecia murió de problemas de digestión en 12 de febrero de 1771, tras haber consumido una cena de langosta acompañada de caviar, col, arenques ahumados y champán, todo ello rematado con su postre favorito: 14 porciones de semla servidos con un tazón de leche caliente.
A pesar de su sencilla fabricación, y como señal de su popularidad, los medios de comunicación suecos comenzaron a fines del siglo XX a escribir crítica gastronómica sobre los diversos semla que aparecen en el mercado, no llegando todavía a establecer cuales son las características de un semla bien hecho.